# Metopobactrus deserticola
Espèce
Synonymes
- Metopobactrus deserticolus Loksa, 1981

Metopobactrus deserticola est une espèce d'araignées aranéomorphes de la famille des Linyphiidae.

## Distribution
Cette espèce se rencontre en Hongrie et en Slovaquie.

## Description
La carapace du mâle holotype mesure 0,48 mm de long sur 0,42 mm et l'abdomen 0,50 mm de long et la carapace de la femelle paratype mesure 0,50 mm de long sur 0,40 mm et l'abdomen 0,65 mm de long.

## Publication originale
- Loksa, 1981 : The spider fauna of the Hortobágy National Park (Araneae). The fauna of the Hortobágy National Park, Budapest, vol. 1, p. 321-339.